# 筆書體
筆書體（：／）是朝鮮民主主義人民共和國的一種常見的書法韓文字體，目前已知的版本是由平壤信息中心（평양정보쎈터）開發製作，字體名為KP PusKul。筆書體是在毛筆筆觸的基礎上進行信息化處理，其筆畫粗壯有力，傳達出生動醒目的視覺信息。該字體與中文字體中的行楷體類似，但本身未包括漢字字符。
筆書體在朝鮮的政治宣傳上還有獨特地位。朝鮮存在大量口號標語，一般都以粗壯的手寫體面目出現，很多正是採用了筆書體或在筆書體基礎上描摹變形。這與中國大陸普遍採用黑體作標語的情況有所不同。